# Agrostis subulata
Agrostis subulata é uma espécie de gramínea do gênero Agrostis, pertencente à família Poaceae.